# تیوباربیتوریک اسید
اسید تیوباربیتوریک (به انگلیسی: Thiobarbituric acid) یک ترکیب شیمیایی با شناسه پاب‌کم ۲۷۲۳۶۲۸ است. که جرم مولی آن 144.15 g/mol می‌باشد. 